# Parc naturel des Portes de Fer
Le Parc naturel Portes de Fer (en roumain Parcul Natural Porțile de Fier) est une aire protégée (parc naturel de la catégorie V IUCN) situé en Roumanie, sur le territoire administratif des judeṭ de Caraș-Severin et Mehedinți.  

## Localisation
Le parc naturel est situé dans le sud-est de Roumanie, dans l'extension des monts Mehedinți et des monts Banat (appartenant aux Alpes de Transylvanie) et sur une partie du plateau Mehedinți, du côté roumain du Danube. 

## Description
Le parc naturel des Portes de Fer avec une superficie de 115 665,80 ha a été déclaré aire protégée par la Loi numéro 5 du 6 marcs 2000 (publié dans le Monitorul Oficial numéro 152 du 12 avril 2000) et représente une zone de convergence de la flore et la faune entre la Plaine Roumaine et la Plaine de Pannonie .